# Stănești, Gorj
Stănești là một xã thuộc hạt Gorj, România. Dân số thời điểm năm 2002 là 2686 người.